# El centurión
El centurión es una ópera lírica en tres actos y cuatro cuadros con libreto y música de Luis Humberto Salgado (1903-1977).

## Estilo

### Música
En 1928 Luis Humberto Salgado se graduó de pianista y en 1934 fue nombrado profesor de dictado y armonía del Conservatorio Nacional. Poco después empezó a componer música dodecafónica. De esta época pertenece su conocido Sanjuanito futurista de 1944. Es en esta época que comienza a escribir sus cuatro óperas de las cuales ninguna ha sido estrenada a pesar de la importancia de la obra de Salgado para el Ecuador y la música latinoamericana.

## Datos históricos
La ópera fue compuesta entre 1959 y 1961. Fue concebida como parte de una trilogía de óperas. Las otras dos óperas de la trilogía son Eunice y El tribuno, de las cuales ninguna ha sido estrenada.

## Literatura complementaria
- Diccionario de la música española e hispanoamericana (DMEH). Editado por la Sociedad General de Autores y Editores (SGAE) y el Instituto Nacional de las Artes Escénicas y de la Música (INAEM) del Ministerio de Educación, Cultura y Deporte de España.

## Enlaces
- http://www.edufuturo.com/educacion.php?c=891
- https://web.archive.org/web/20090223174434/http://ecuador-news.info/cultura_musica.htm
- https://web.archive.org/web/20070308223129/http://www.comunidadandina.org/bda/hh44/20AIRES%20NACIONALES%20EN%20LA%20M%C3%9ASICA.pdf
- http://janeth_haro.tripod.com/lamusica.htm
- http://phonoarchive.org/grove/Entries/S08534.htm (enlace roto disponible en Internet Archive; véase el historial, la primera versión y la última).
- http://www.bce.fin.ec/home1/cultura/editorial/compra/31nuelat.htm Archivado el 25 de septiembre de 2009 en Wayback Machine.
- http://www.jstor.org/pss/780464

- Datos: Q5824303